# Platja de Troenzo (Llanes)
La Platja de Troenzo té forma de petxina, presentant una longitud de 120 metres, amb una amplària variable però que pot considerar-se d'uns 60 metres de mitjana. Se situa a la Costa Oriental d'Astúries, en un entorn rural de molt fàcil accés tant a peu com en vehicle rodat, comptant amb un aparcament no vigilat d'entre 50 i 100 places. Es troba en la localitat de Celorio, municipi de Llanes. S'emmarca a les platges del Costa Verda Asturiana i és considerada paisatge protegit, des del punt de vista mediambiental (per la seva vegetació). Per aquest motiu està integrada en el Paisatge Protegit de la Costa Oriental d'Astúries.

## Descripció
Es tracta d'una platja semiurbana que compta amb una alta afluència de públic. Es troba molt protegida, formant part d'un entorn declarat "Paisatge Protegit". Compta amb una extensa platja de fina i blanca sorra que permet gaudir d'unes aigües tranquil·les. No posseeix cap mena de servei ni equipament, excepte l'accés fins a la platja i l'aparcament per a automòbils. La platja té uns 70 m. de longitud, forma de petxina, aigües tranquil·les i accés per als vianants.